# Grutes Vaticanes
Les Grutes vaticanes s'estenen per sota d'una part de la nau de la basílica de Sant Pere del Vaticà tres metres per sota del sòl actual, des de l'altar major (l'anomenat altar papal) fins aproximadament la meitat del passadís; formant una veritable església subterrània que ocupa l'espai entre el pis actual de la basílica i el de l'antiga basílica constantiniana del segle iv.

## Descripció
Allò que inadequadament és anomenat anomenat "grutes" en realitat representa la diferència entre l'antiga basílica constantiniana i l'actual: en caminar per les "grutes" es camina en el que va ser la basílica construïda per l'emperador i es va perllongar fins al segle xvi. Aquesta és la raó per la qual les "grutes" no cobreixen tota la longitud de la nau central de la basílica actual, sinó que només arriben fins a la nau central de la basílica constantiniana.
La planta de les grutes del Vaticà, que es ramifiquen en nínxols, passadissos laterals i capelles, és la d'una església de tres naus (les anomenades "grutes antigues") amb capelles que allotgen les tombes dels papes; l'absis de l'església semicircular, amb capelles i tombes, (les anomenades grutes noves) té el centre ideal la capella de Sant Pere, que correspon, per sobre de les grutes, a l'altar papal i la cúpula de Miquel Àngel, i, a la necròpolis subterrània, la tomba de l'apòstol Pere, el primer Papa romà.
Les grutes del Vaticà constitueixen un conjunt monumental suggerent per a la memòria històrica. A més d'albergar les tombes de nombrosos papes, les grutes estan plenes d'obres d'art de l'antiga basílica. Entre les obres d'art més importants conservades a les grutes del Vaticà, cal recordar el monument funerari del papa Bonifaci VIII, d'Arnolfo di Cambio. Important també és el monument funerari del cardenal Berardo Eroli, de Giovanni Dalmata, i fragments de frescos atribuïts a Pietro Cavallini.
El sarcòfag de Giuniu Basso, i la tomba de bronze del Papa Sixt IV (realitzat per Antonio Pollaiolo el 1493) s'emmagatzemen a la Cambra del Tresor de Sant Pere (accés des de la nau dreta de la basílica superior).

## Els sepulcres
Ser enterrat a les Grutes Vaticanes, prop de la tomba de Pere, era el desig de molts papes, reis i reines; tal com era per als primers cristians.
Entre les personalitats més antigues enterrades a les grutes es recorda el vint-i-cinquè papa alemany Gregori V (996-999), l'emperador Otó II (mort a Roma el 983) i Adrià IV (1154-1159), l'únic papa anglès a la història; Bonifaci VIII (1294-1303), que va proclamar el primer Any Sant Jubilar i que reposa sota la bella escultura d'Arnolfo di Cambio; Pius VI Braschi (mort un presoner dels francesos el 1799) està en un sarcòfag paleocristià, però reviu en el marbre en què Antonio Canova el va immortalitzar en oració. Entre els reis, fins i tot James Francis Edward Stuart i els seus fills, així com la reina Cristina de Suècia (1626-1689), adjacents al nínxol de Joan Pau II i molt a prop de la cripta de la confessió que el Papa polonès visità tantes vegades per pregar, com el papa Braschi del Canova.
Amb l'excepció dels últims Papes enterrats en les grutes del Vaticà (Benet XV, Pius XI, Pius XII, Pau VI i Joan Pau I), molts Papes del passat, però, preferiren ser enterrats en un altre lloc: Pius IX, per exemple, reposa a la basílica de Sant Llorenç fora de les Muralles, o Lleó XIII a Sant Joan del Laterà.
Cal senyalar que diversos papes que, inicialment, van ser inhumats a la basílica de Sant Pere, han estat traslladats a d'altres esglésies romanes:
- Eugeni IV, traslladat a l'església de San Salvatore in Lauro
- Calixt III i Alexandre VI van ser traslladats a l'església de Santa Maria de Montserrat dels espanyols amb motiu de la construcció de la nova basílica
- Pius II, traslladat a la basílica de Sant'Andrea della Valle

Pius XI va voler ser enterrat "tan proper com fos possible a la Confessió de Pere", i va provocar per casualitat el seu successor, Pius XII, ordenés una gran campanya arqueològica entorn de la tomba de Pere per establir l'autenticitat d'aquest lloc. De fet, el sepulcre de Pius XI està gairebé enfront de la Confessió, a l'esquerra, mentre que el de Pius XII està alineat exactament amb el costat posterior i amb la corresponent Capella Clementina.
El cos del Papa Joan XXIII estaba a la dreta de la Confessió, però va ser traslladat després de la seva beatificació a la basílica, en una urna d'or especial, dins de la qual es pot veure el cos del Papa Roncalli encara en bones condicions: el fet bon estat del cos permeté, en el moment del trasllat, cobrir la seva cara amb un simple màscara de cera, en lloc de amb una màscara com va ser el cas per als altres dos papes enterrats en vitrines, Innocenci XI i Pius X. De la mateixa manera, el cos del Papa Joan Pau II (que s'havia situat al mateix nínxol on estava Joan XXIII), es va traslladar, després de la seva canonització, a la basílica i va ser enterrat sota l'altar de la Capella de San Sebastià.
Tanmateix, a les Grutes del Vaticà, no només reposen els cossos dels Papes, sinó també els de personalitats que s'han distingit durant segles per motius morals o religiosos particulars. Per exemple, el cardenal Rafael Merry del Val, un col·laborador proper del Papa Pius X, va ser enterrat a les Grutes, així com dues poderoses reines catòliques com Carlota de Xipre i Cristina de Suècia.

### La tomba de Pere
vegeu també: Tomba de Sant Pere
A partir de 1940 es van començar les excavacions per a la recerca de la tomba de Sant Pere i es van estendre durant deu anys, fins i tot durant la Segona Guerra Mundial.
Dins de la tomba, els arqueòlegs van trobar una petita ossera que per al context arqueològic els va donar la seguretat que "aquell" era el lloc. Pius XII es va fer l'anunci per la ràdio l'Any Sant de 1950: «Ha estat trobada la tomba del Príncep dels Apòstols».
Només a partir de 1953 la professora Margherita Guarducci va començar a estudiar sistemàticament les excavacions: el descobriment fortuït d'alguns ossos d'un home de 60-70 anys, embolicat en una tela preciosa porpra teixida amb fils d'or i provinent de manera fiable del nínxol (però traslladat en temps de Constantí a l'edicle, com revelen fragments de paret de color vermell amb la inscripció en grec, interpretat com "En Pere és aquí"), li va donar 12 anys més tard a Pau VI la convicció que havien de ser amb tota probabilitat la restes del cos de Sant Pere.

## Llista oficial dels 149 Papes inhumats
| - Pere († 67) - 1r Papa de 33 a 67 - Lli († 78) - 2n Papa de 67 a 78 - Anaclet († 88) - 3r Papa de 76 a 88 - Evarist († 105) - 5è Papa de 97 a 105 - Alexandre I († 115) - 6è Papa de 105 a 115 - Sixt I († 125) - 7è Papa de 115 a 125 - Telèsfor († 136) - 8è Papa de 125 a 136 - Higini († 140) - 9è Papa de 136 a 140 - Pius I († 155) - 10è Papa de 140 a 155 - Anicet († 166) - 11è Papa de 155 a 166 - Soter († vers 174) - 12è Papa de 166 a 174 - Eleuteri († 24 de maig de 189) - 13è Papa de 174 a 189 - Víctor I († 199) - 14è Papa de 189 a 199 - Lleó I († 10 de novembre de 461) - 45è Papa de 440 a 461 - Simplici († 10 de març de 483) - 47è Papa de 468 a 483 - Gelasi I († 21 de novembre de 496) - 49è Papa de 492 a 496 - Anastasi II († 19 de novembre de 498) - 50è Papa de 496 a 498 - Simmac († 19 de juliol de 514) - 51è Papa de 498 a 514 - Hormisdes († 6 d'agost de 523) - 52è Papa de 514 a 523 - Joan I († 18 de maig de 526) - 53è Papa de 523 a 526 - Fèlix IV († 22 de setembre de 530) - 54è Papa de 526 a 530 - Bonifaci II († 17 d'octubre de 532) - 55è Papa de 530 a 532 - Joan II († 8 de maig de 535) - 56è Papa de 533 a 535 - Agapit I († 22 d'abril de 536) - 57è Papa de 535 a 536 - Vigili († 7 de juny de 555) - 59è Papa de 537 a 555 - Pelagi I († 4 de març de 561) - 60è Papa de 556 a 561 - Joan III († 13 de juliol de 574) - 61è Papa de 561 a 574 - Benet I († 30 de juliol de 579) - 62è Papa de 575 a 579 - Pelagi II († 7 de febrer de 590) - 63è Papa de 579 a 590 - Gregori I († 12 de març de 604) - 64è Papa de 590 a 604 - Sabinià († 22 de febrer de 606) - 65è Papa de 604 a 606 - Bonifaci III († 10 de novembre de 607) - 66è Papa de 607 a 608 - Bonifaci IV († 25 de març de 615) - 67è Papa de 608 a 615 - Deodat I († 8 de novembre de 618) - 68è Papa de 615 a 618 - Bonifaci V († 25 d'octubre de 625) - 69è Papa de 619 a 625 - Honori I († 12 d'octubre de 638) - 70è Papa de 625 a 638 - Severí († 12 d'agost de 640) - 71è Papa de 638 a 640 - Joan IV († 12 d'octubre de 642) - 72è Papa de 640 a 642 - Teodor Ier († 14 de maig de 649) - 73è Papa de 642 a 649 - Eugeni I († 2 de juny de 657) - 75è Papa de 654 a 657 - Vitalià († 27 de gener de 672) - 76è Papa de 657 a 672 - Deodat II († 17 de juny de 676) - 77è Papa de 672 a 676 - Donus († 11 d'abril de 678) - 78è Papa de 676 a 678 - Agató († 10 de juny de 681) - 79è Papa de 678 a 681 - Lleó II († 3 de juliol de 683) - 80è Papa de 682 a 683 - Benet II († 8 de maig de 685) - 81è Papa de 684 a 685 - Joan V († 2 d'agost de 686) - 82è Papa de 685 a 686 - Conó († 21 de setembre de 687) - 83è Papa de 686 a 687 - Sergi I († 8 de setembre de 701) - 84è Papa de 687 a 701 - Joan VI († 11 de gener de 705) - 85è Papa de 701 a 705 - Joan VII († 18 d'octubre de 707) - 86è Papa de 705 a 707 - Sisini († 4 de febrer de 708) - 87è Papa en 708 - Constantí I († 9 d'abril de 715) - 88è Papa de 708 a 715 - Gregori II († 11 de febrer de 731) - 89è Papa de 715 a 731 - Gregori III († 27 de novembre de 741) - 90è Papa de 731 a 741 - Zacaries († 22 de març de 752) - 91è Papa de 741 a 752 - Esteve II († 25 d'abril de 757) - 92è Papa de 752 a 757 - Pau I († 28 de juny de 767) - 93è Papa de 757 a 767 - Esteve III († 24 de gener de 772) - 94è Papa de 767 a 772 - Adrià I († 25 de desembre de 795) - 95è Papa de 772 a 795 - Lleó III († 12 de juny de 816) - 96è Papa de 795 a 816 - Esteve IV († 24 de gener de 817) - 97è Papa de 816 a 817 - Pasqual I († 11 de febrer de 824) - 98è Papa de 817 a 824 - Eugeni II († 27 d'agost de 827) - 99è Papa de 824 a 827 - Valentí († d'octubre de 827) - 100è Papa en 827 - Gregori IV († 25 de gener de 844) - 101è Papa de 827 a 844 - Sergi II († 27 de gener de 847) - 102è Papa de 844 a 847 - Lleó IV († 17 de juliol de 855) - 103è Papa de 847 a 855 - Benet III († 17 d'abril de 858) - 104è Papa de 855 a 858 - Nicolau I († 13 de novembre de 867) - 105è Papa de 858 a 867 - Adrià II († 14 de desembre de 872) - 106è Papa de 867 a 872 - Joan VIII († 16 de desembre de 882) - 107è Papa de 872 a 882 - Marí I († 15 de maig de 884) - 108è Papa de 882 a 884 - Esteve V († 14 de setembre de 891) - 110è Papa de 885 a 891 - Formós († 4 d'abril de 896) - 111è Papa de 891 a 896 - Bonifaci VI († 26 d'abril de 896) - 112è Papa en 896 - Esteve VI († agost de 897) - 113è Papa de 896 a 897 - Romà I († novembre de 897) - 114è Papa en 897 - Teodor II († 20 de desembre de 897) - 115è Papa en 897 - Joan IX († 26 de març de 900) - 116è Papa de 898 a 900 - Benet IV († de juliol de 903) - 117è Papa de 900 a 903 - Sergi III († 14 d'abril de 911) - 119è Papa de 904 a 911 - Anastasi III († de juny de 913) - 120è Papa de 911 a 913 - Landó († 5 de febrer de 914) - 121è Papa de 913 a 914 - Lleó VI († de desembre de 928) - 123è Papa en 928 - Esteve VII († 15 de març de 931) - 124è Papa de 928 a 931 - Lleó VII († 13 de juliol de 939) - 126è Papa de 936 a 939 - Esteve VIII († octubre de 942) - 127è Papa de 939 a 942 - Marí I († 1 de maig de 946) - 128è Papa de 942 a 946 - Benet VI († juny de 974) - 134è Papa de 973 a 974 - Joan XIV († 20 d'agost de 984) - 136è Papa de 983 a 984 - Joan XV († 1 d'abril de 996) - 137è Papa de 985 a 996 - Gregori V (en 973 - 18 de febrer de 999) - 138è Papa de 996 a 999 - Joan XVIII († 18 de juliol de 1009) - 141è Papa de 1004 a 1009 - Benet VIII († 9 d'abril de 1024) - 143è Papa de 1012 a 1024 | - Joan XIX († v. 6 de novembre de 1032) - 144è Papa de 1024 a 1032 - Lleó IX (21 de juny de 1002 – 19 d'abril de 1054) - 152è Papa de 1049 a 1054 - Urbà II (en 1042 - 29 de juliol de 1099) - 159è Papa de 1088 a 1099 - Eugeni III († 8 de juny de 1153) - 167è Papa de 1145 a 1153 - Adrià IV (vers 1100 - 1 de setembre de 1159) - 169è Papa de 1154 a 1159 - Gregori IX (vers 1145 – 22 d'agost de 1241) - 178è Papa de 1227 a 1241 - Celestí IV († 10 de novembre de 1241) - 179è Papa en 1241 - Nicolau III (vers 1210/1220 - 22 d'agost de 1280) - 188è Papa de 1277 a 1280 - Honori IV (en 1210 - 3 d'abril de 1287) - 190è Papa de 1285 a 1287 - Bonifaci VIII (vers 1235 - 11 d'octubre de 1303) - 193è Papa de 1294 a 1303 - Urbà VI (en 1318 - 15 d'octubre de 1389) - 202è Papa de 1378 a 1389 - Bonifaci IX (vers 1355 - 1 d'octubre de 1404) - 203è Papa de 1389 a 1404 - Innocenci VII (en 1336 - 6 de novembre de 1406) - 204è Papa de 1404 a 1406 - Eugeni IV (en 1383 - 23 de febrer de 1447) - 207è Papa de 1431 a 1447 - Nicolau V (15 de novembre de 1397 - 24 de març de 1455) - 208è Papa de 1447 a 1455 - Calixt III (31 de desembre de 1378 - 6 d'agost de 1458) - 209è Papa de 1455 a 1458 - Pius II (18 d'octubre de 1405 - 15 d'agost de 1464)) - 210è Papa de 1458 a 1464 - Pau II (23 de febrer de 1417 - 26 de juliol de 1471) - 211è Papa de 1464 a 1471 - Sixt IV (21 de juliol de 1414 - 12 d'agost de 1484) - 212è Papa de 1471 a 1484 - Innocenci VIII (en 1432 - 25 de juliol de 1492) - 213è Papa de 1484 a 1492 - Alexandre VI (1 de gener de 1431 - 18 d'agost de 1503) - 214è Papa de 1492 a 1503 - Pius III (29 de maig de 1439 - 18 d'octubre de 1503) - 215è Papa en 1503 - Juli II (5 de desembre de 1443 - 21 de febrer de 1513) - 216è Papa de 1503 a 1513 - Pau III (29 de febrer de 1468 - 10 de novembre de 1549) - 220è Papa de 1534 a 1549 - Juli III (10 de setembre de 1487 - 23 de març de 1555) - 221è Papa de 1550 a 1555 - Marcel II (6 de maig de 1501 - 1 de maig de 1555) - 222è Papa en 1555 - Gregori XIII (1 de gener de 1502 - 10 d'abril de 1585) - 226è Papa de 1572 a 1585 - Gregori XIV (11 de febrer de 1535 - 16 d'octubre de 1591) - 229è Papa de 1590 a 1591 - Innocenci IX (20 de juliol de 1519 - 30 de desembre de 1591) - 230è Papa en 1591 - Lleó XI (2 de juny de 1535 - 27 d'abril de 1605) - 232è Papa en 1605 - Urbà VIII (5 d'abril de 1568 – 29 de juliol de 1644) - 235è Papa de 1623 a 1644 - Alexandre VII (13 de febrer de 1599 - 22 de maig de 1667) - 237è Papa de 1655 a 1667 - Climent X (13 de juliol de 1590 - 22 de juliol de 1676) - 239è Papa de 1670 a 1676 - Innocenci XI (16 de maig de 1611 - 21 d'agost de 1689) - 240è Papa de 1676 a 1689 - Alexandre VIII (22 d'abril de 1610 - 1 de febrer de 1691) - 241è Papa de 1689 a 1691 - Innocenci XII (13 de març de 1615 - 27 de setembre de 1700) - 242è Papa de 1691 a 1700 - Climent XI (23 de juliol de 1649 - 19 de març de 1721) - 243è Papa de 1700 a 1721 - Innocenci XIII (13 de maig de 1655 – 7 de març de 1724) - 244è Papa de 1721 a 1724 - Benet XIV (31 de març de 1675 - 3 de maig de 1758) - 247è Papa de 1740 a 1758 - Climent XIII (7 de març de 1693 – 2 de febrer de 1769) - 248è Papa de 1758 a 1769 - Pius VI (25 de desembre de 1717 - 29 d'agost de 1799) - 250è Papa de 1774 a 1799 - Pius VII (14 d'agost de 1742 - 20 d'agost de 1823) - 251è Papa de 1800 a 1823 - Lleó XII (22 d'agost de 1760 – 10 de febrer de 1829) - 252è Papa de 1823 a 1829 - Pius VIII (20 de novembre de 1761 - 30 de novembre de 1830) - 253è Papa de 1829 a 1830 - Gregori XVI (18 de setembre de 1765 - 1 de juny de 1846) - 254è Papa de 1831 a 1846 - Pius X (2 de juny de 1835 - 20 d'agost de 1914) - 257è Papa de 1903 a 1914 - Benet XV (21 de novembre de 1854 - 22 de gener de 1922) - 258è Papa de 1914 a 1922 - Pius XI (31 de maig de 1857 - 10 de febrer de 1939) - 259è Papa de 1922 a 1939 - Pius XII (2 de març de 1876 – 9 d'octubre de 1958) - 260è Papa de 1939 a 1958 - Joan XXIII (25 de novembre de 1881 – 3 de juny de 1963) - 261è Papa de 1958 a 1963 - Pau VI (26 de setembre de 1897 - 6 d'agost de 1978) - 262è Papa de 1963 a 1978 - Joan Pau I (17 d'octubre de 1912 - 28 de setembre de 1978) - 263è Papa en 1978 - Benet XVI (16 d'abril de 1927 - 31 de desembre de 2022) - 265è Papa de 2005 a 2013 |

## Galeria d'imatges

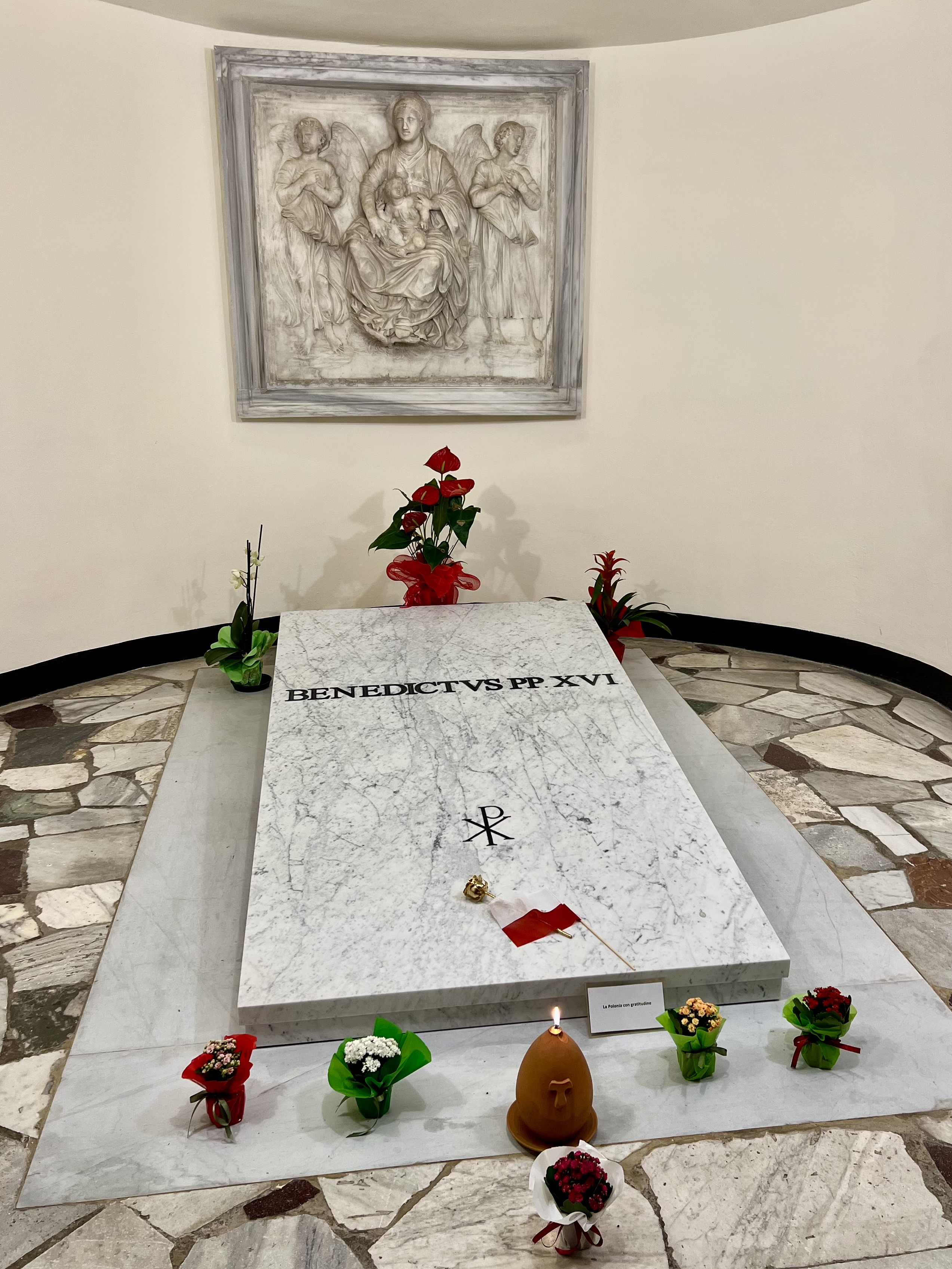
Tomba de Benet XVI
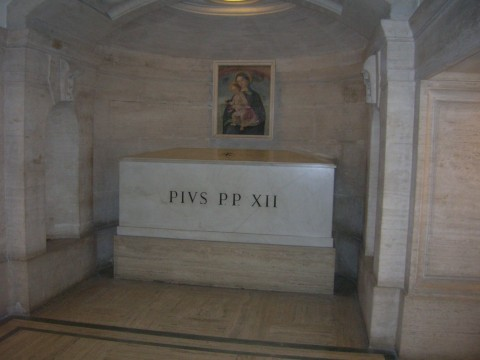
Tomba de Pius XII
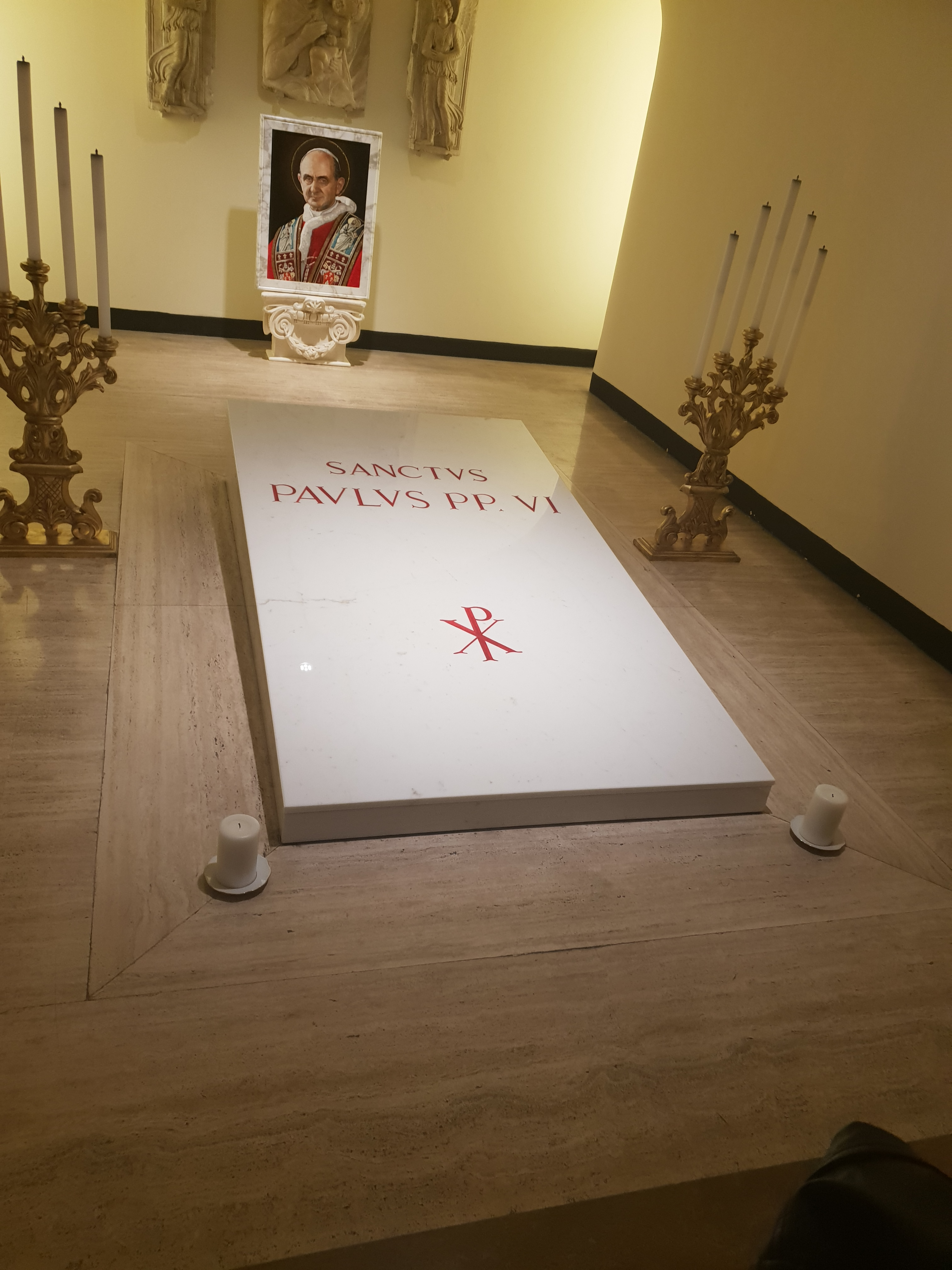
Tomba de Pau VI
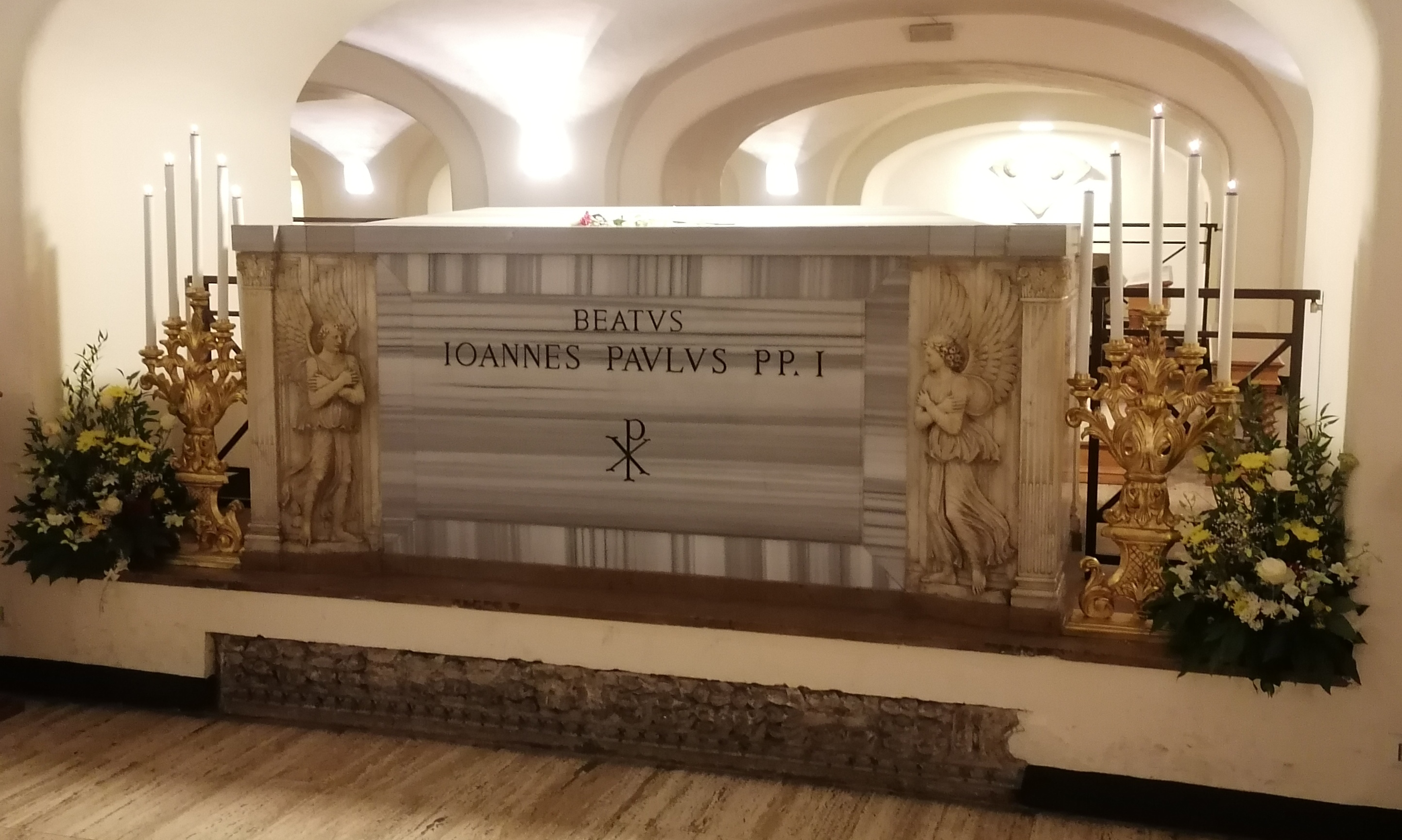
Tomba de Joan Pau I
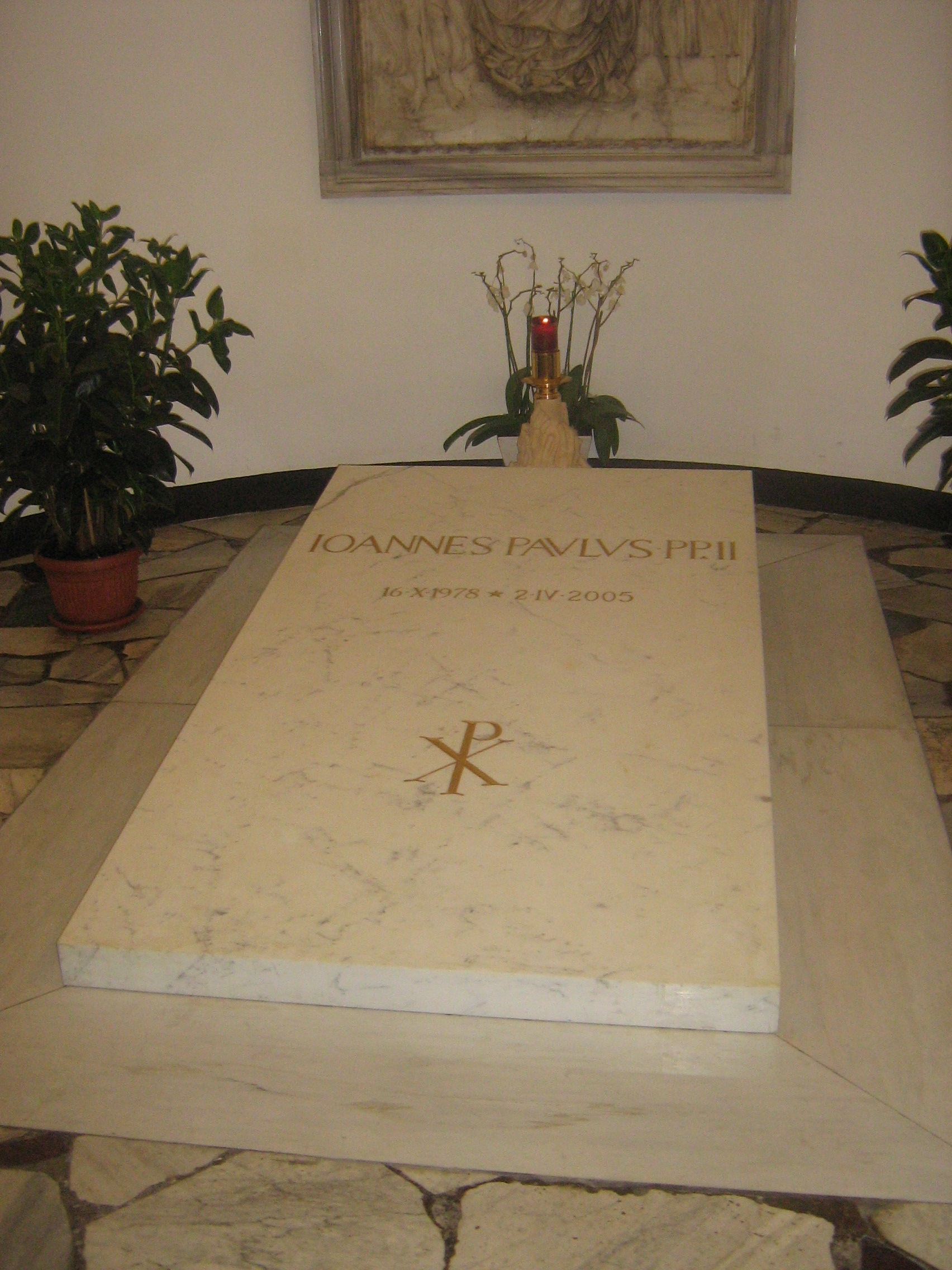
Tomba original de Joan Pau II
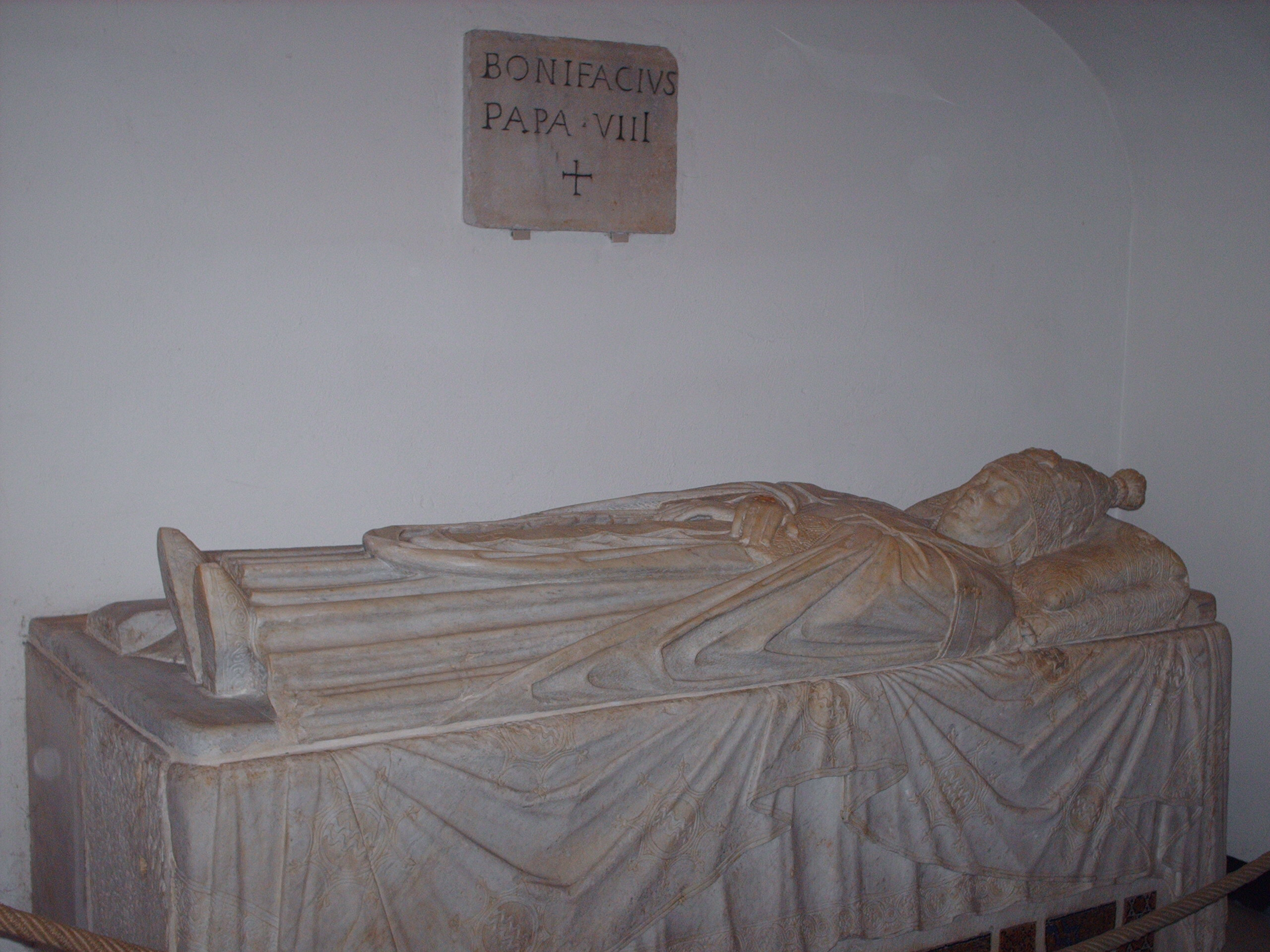
Tomba de Bonifaci VIII
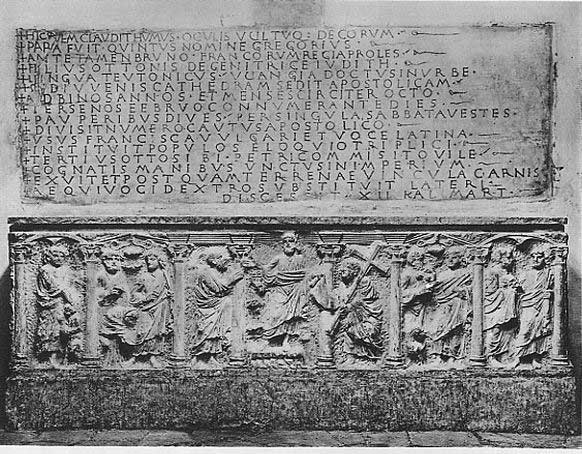
Tomba de Gregori V
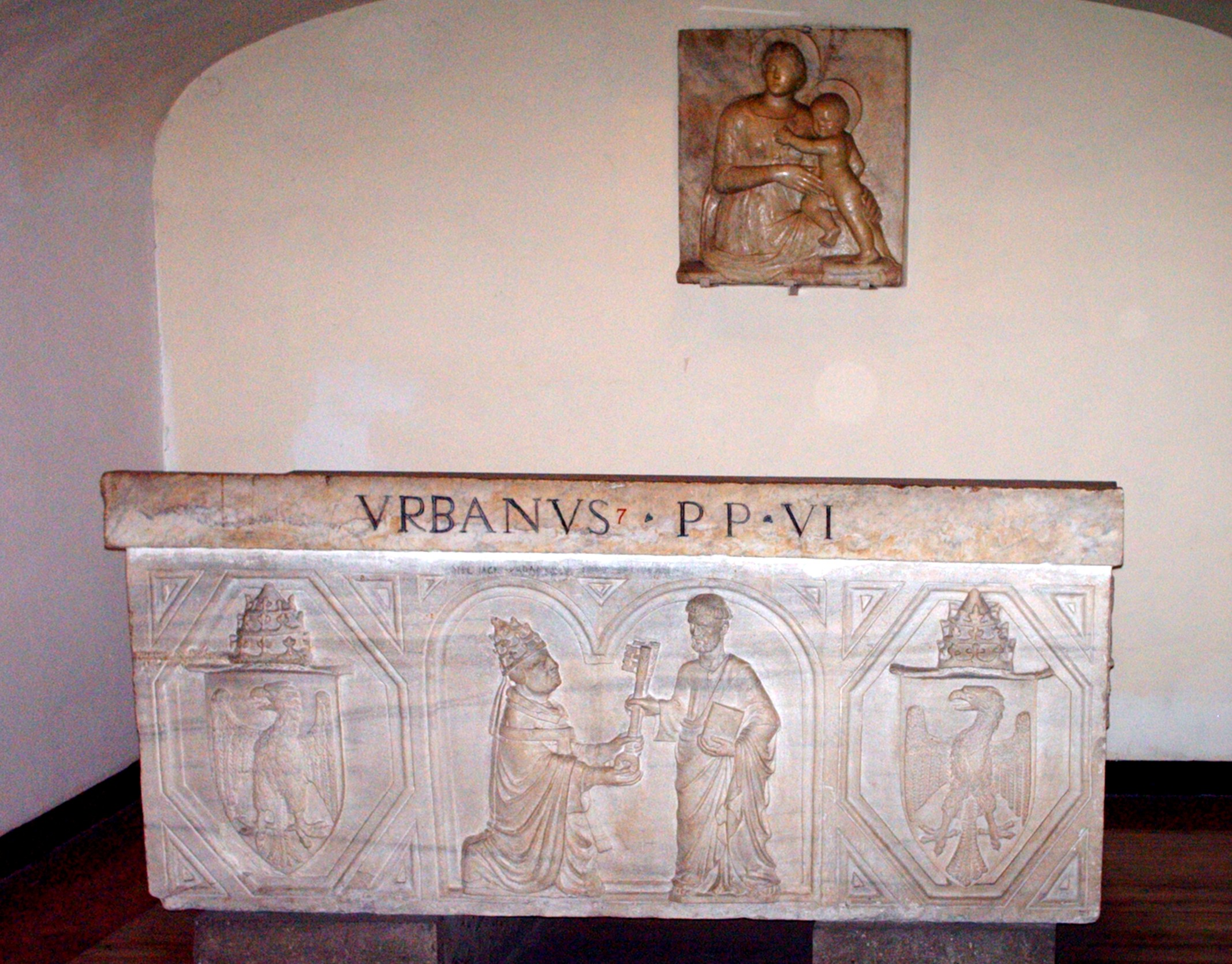
Tomba d'Urbà VI
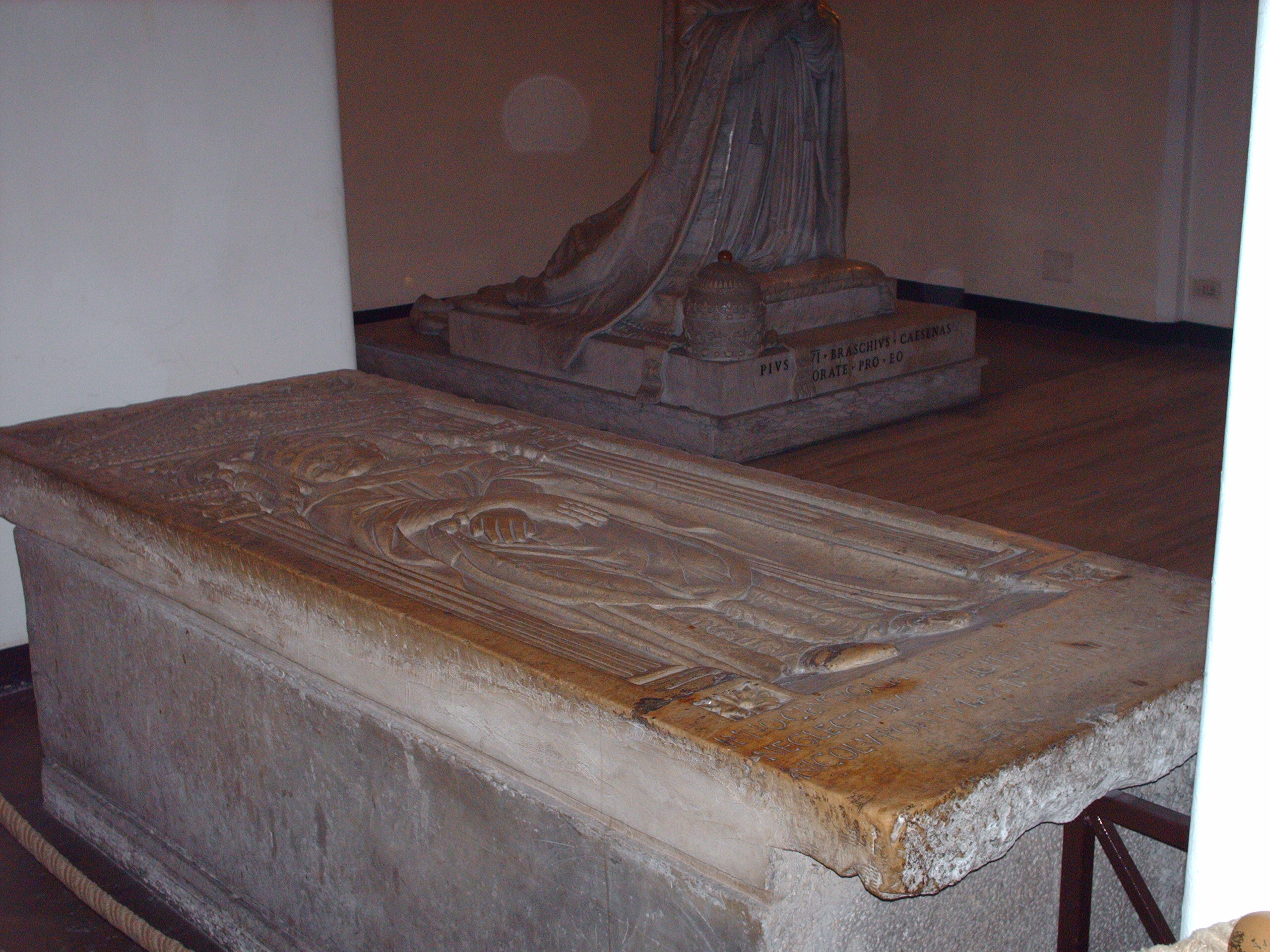
Tomba d'Innocenci VII
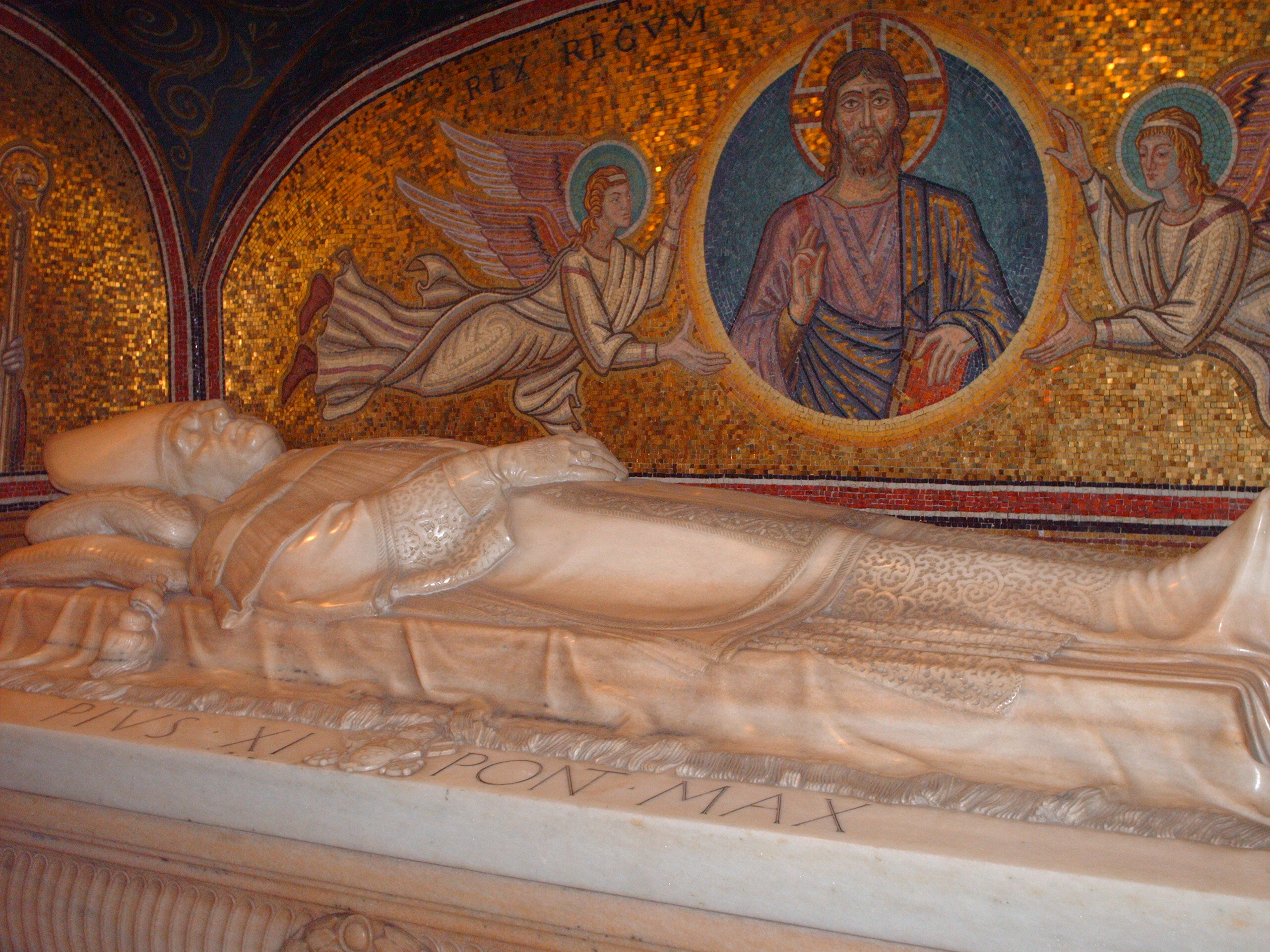
La Tomba de Pius XI
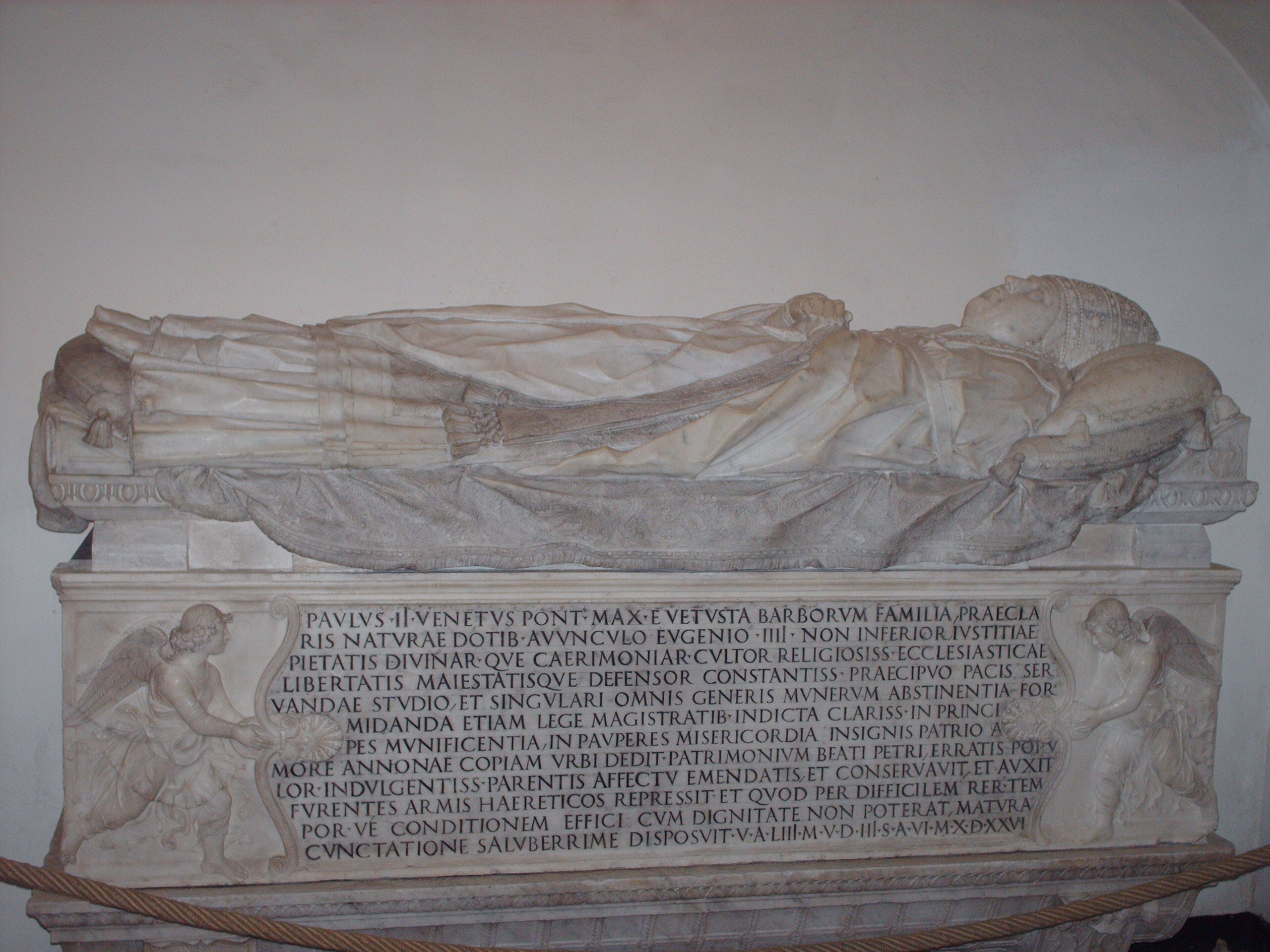
Tomba de Pau II
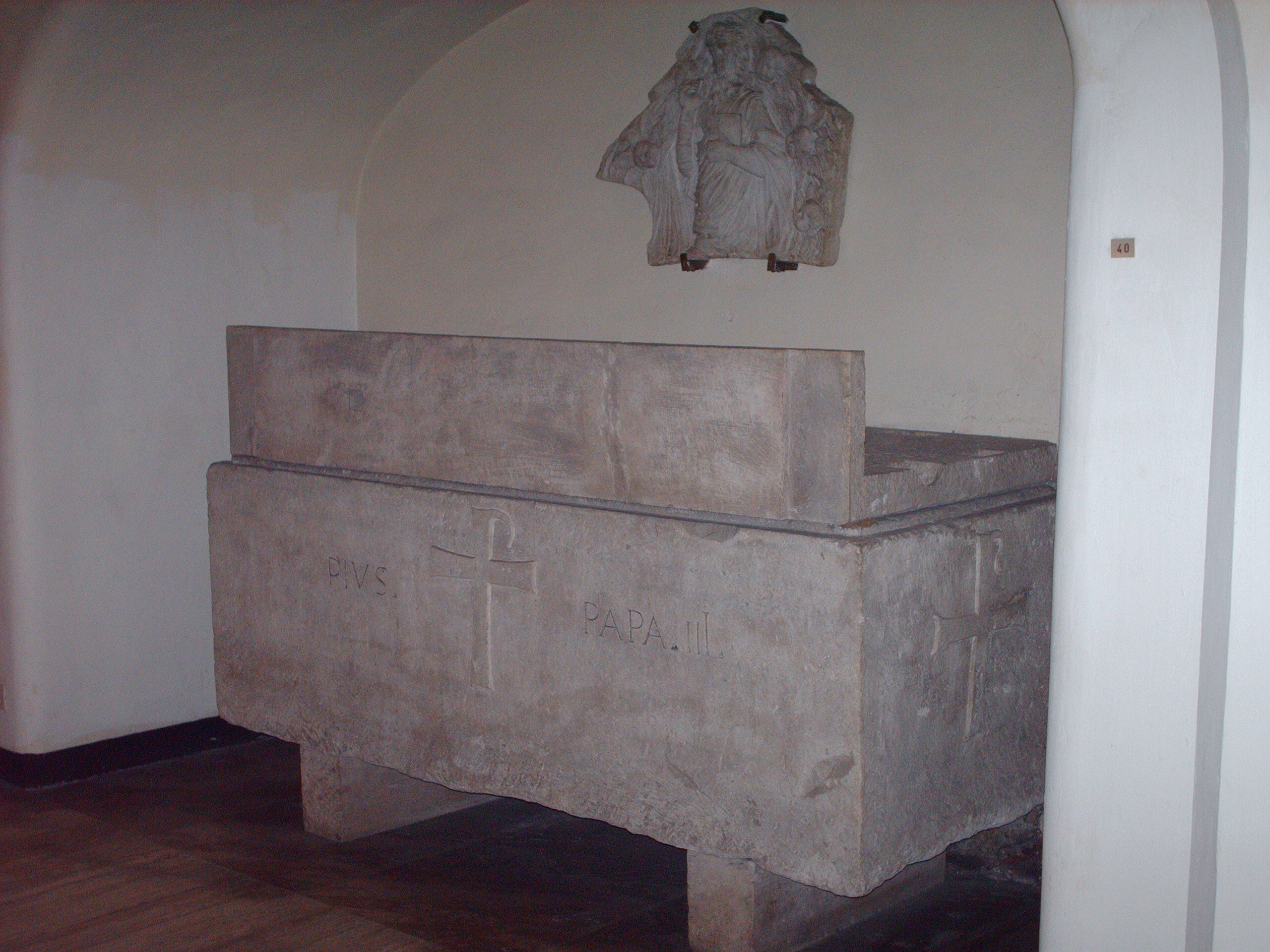
Tomba de Pius III
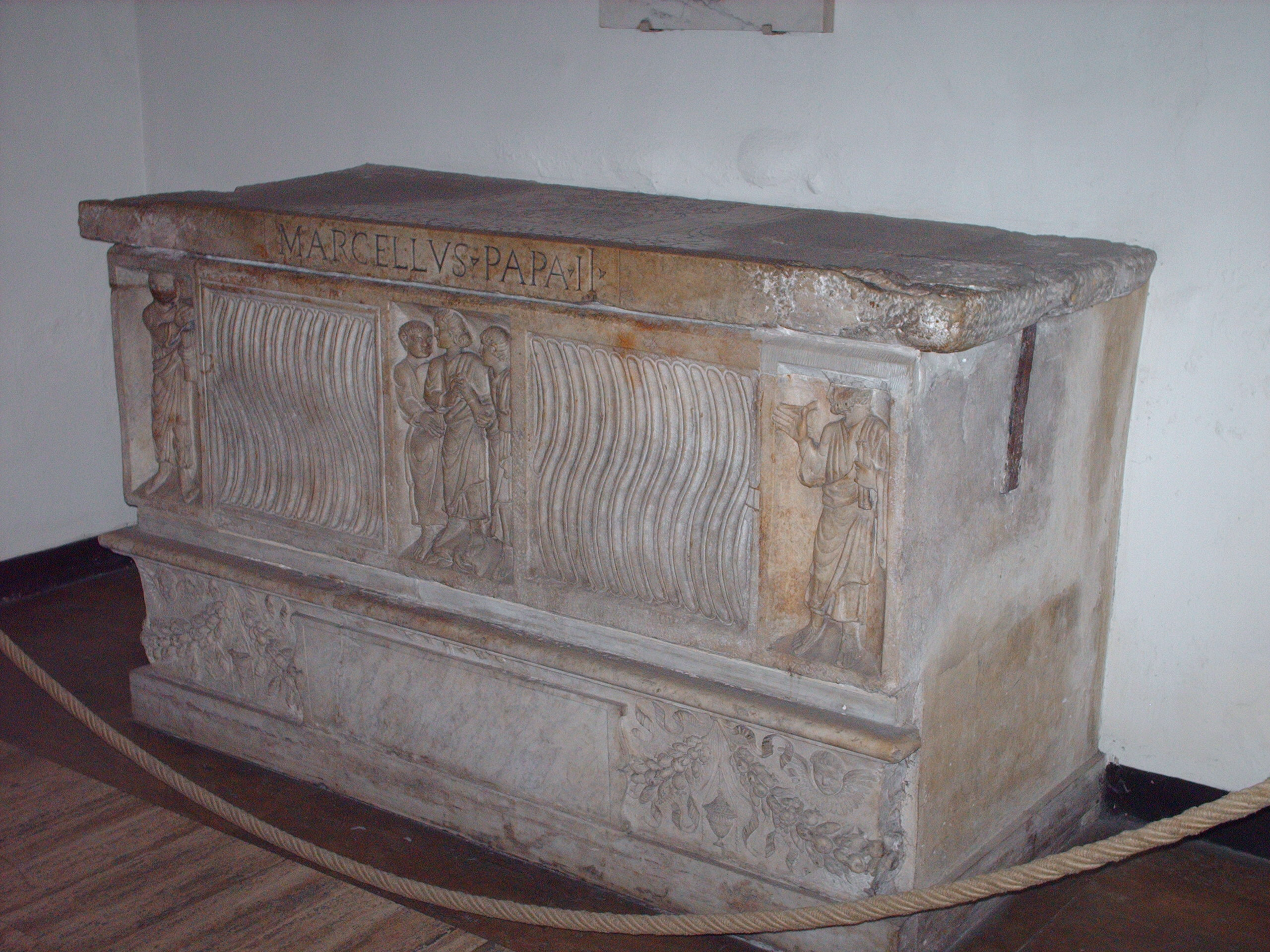
Tomba de Marcel II
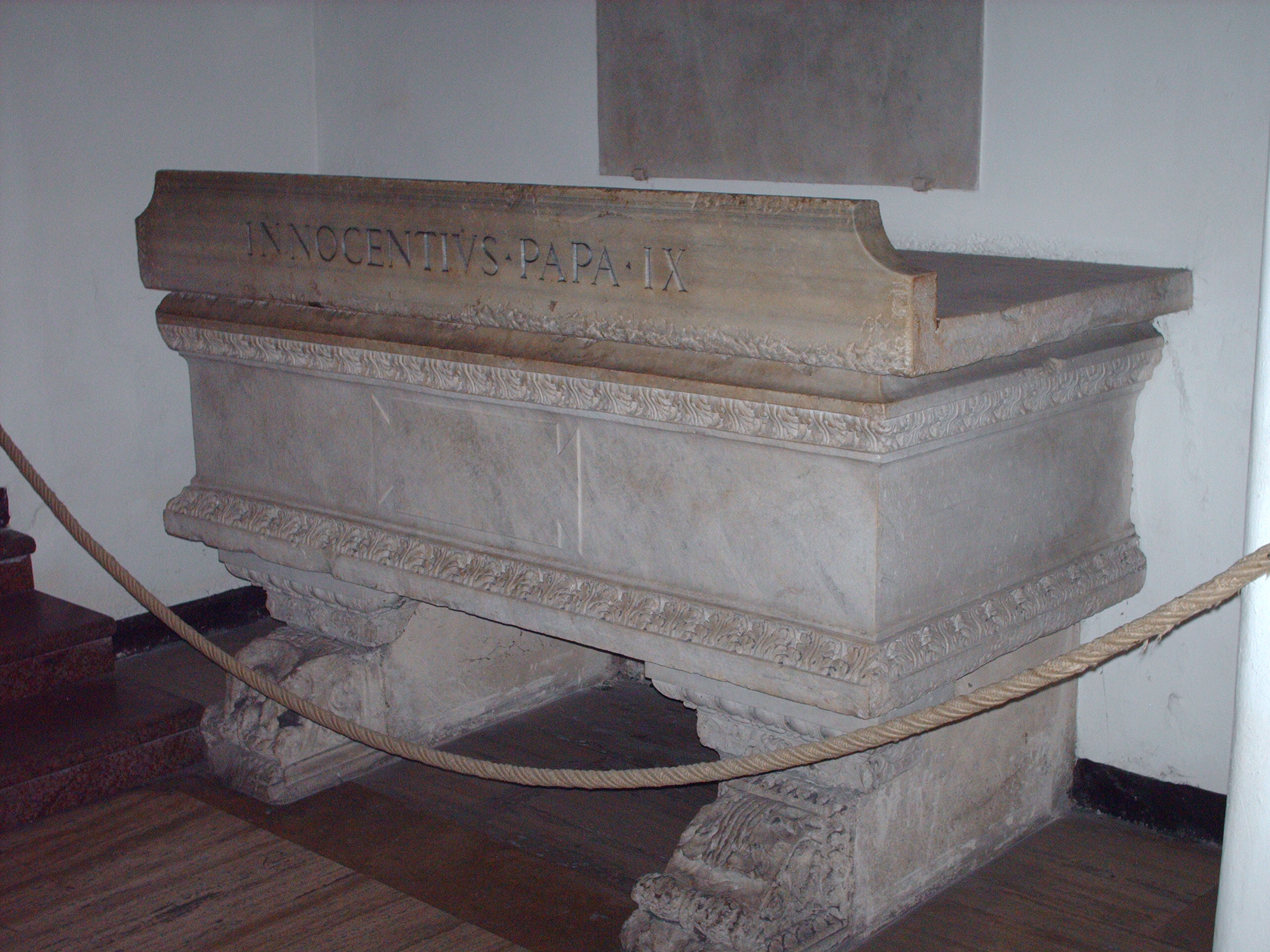
Tomba d'Innocenci IX
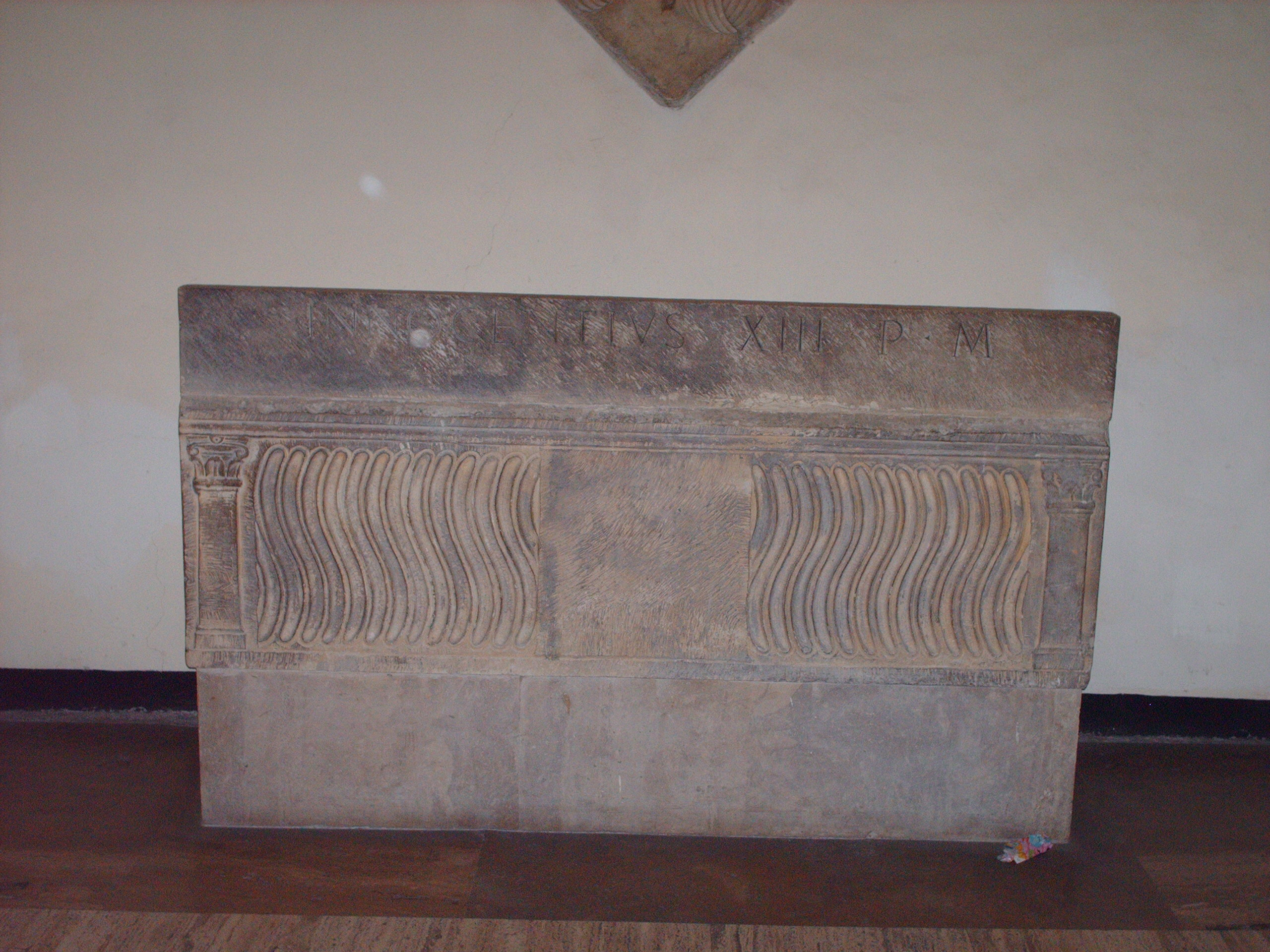
Tomba d'Innocenci XIII
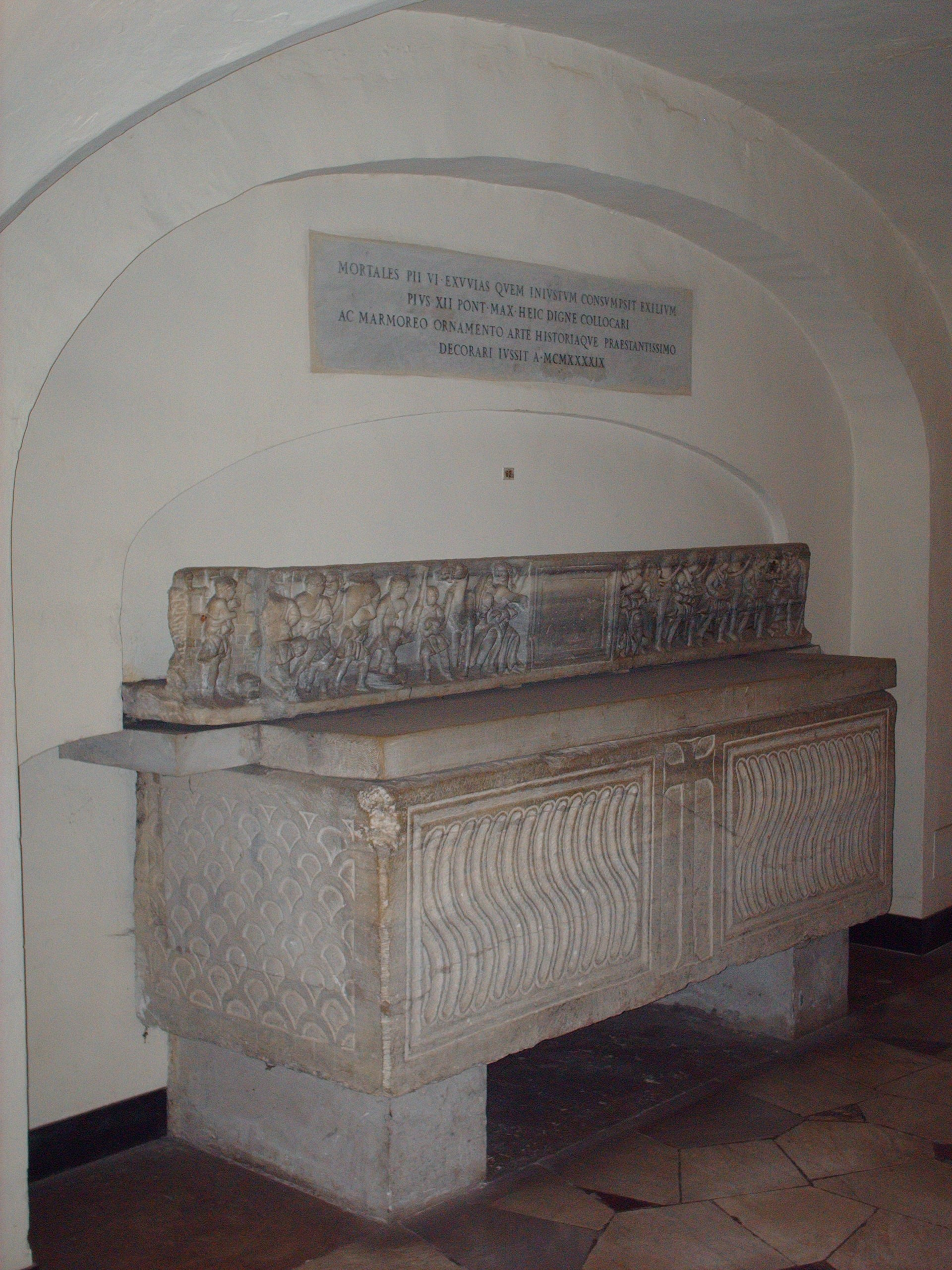
Tomba de Pius VI
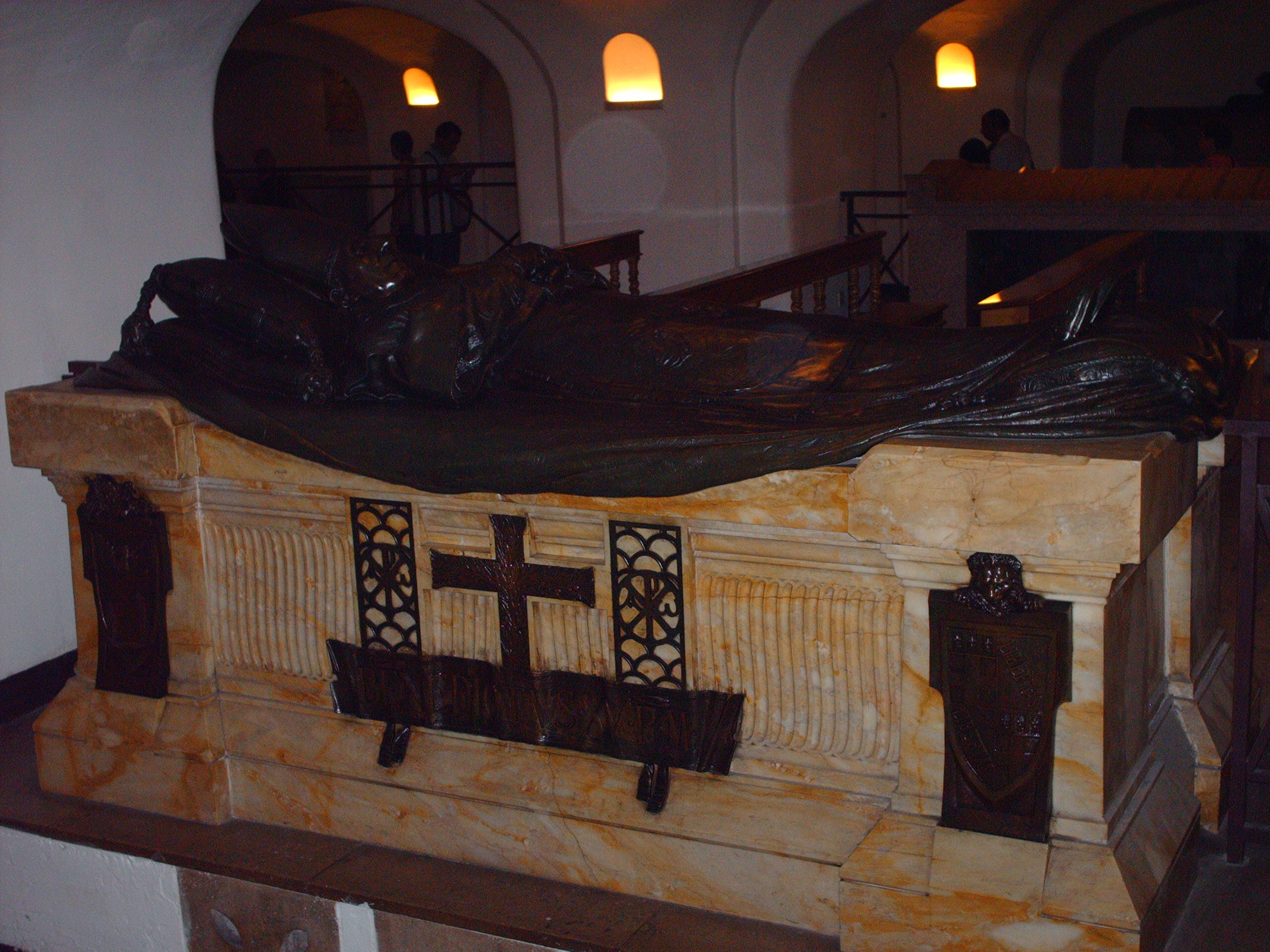
Tomba de Benet XV